# 岩永譲
岩永 譲（いわなが じょう、1981年 - ）は日本の歯科医師・歯学者・解剖学者。口腔顎顔面解剖学における研究で知られている。

## 経歴
東京都豊島区西池袋出身。東京医科歯科大学歯学部に在学中はラグビー部に所属し、4年次には主将を務めた。2016年2月久留米大学より医学博士を授与される。学位論文はAccessory Mental Foramina and Nerves: Application to Periodontal, Periapical and Implant Surgery. (副オトガイ孔と副オトガイ神経：歯周外科、外科的歯内療法およびインプラント外科への応用)。2023年7月Tulane University School of Medicineの教授に就任。2024年に東京医科歯科大学大学院を退職した。大学のホームページから名前は消されているが、退職の理由は明かされていない。

## 著書
- 岩永譲、伊原木聰一郎、築山鉄平、丸尾勝一郎 編著『すべての歯科医師のための臨床解剖学に基づいたComprehensive Dental Surgery』　医歯薬出版、2017年、ISBN 978-4-263-44491-7
- 岩永譲『ビジュアル歯科臨床解剖』　クインテッセンス出版、2020年、ISBN 978-4-7812-0739-1
- 岩永譲、畠山一朗、伊原木聰一郎　編著『科学的根拠に基づいた ビジュアル下顎埋伏智歯抜歯』　クインテッセンス出版、2022年、ISBN 978-4-7812-0886-2
- R. Shane Tubbs, Joe Iwanaga, Marios Loukas and Rod J. Oskouian. 『Clinical Anatomy of the Ligaments of the Craniocervical Junction』、Cambridge Scholars Publishing、2019年、ISBN 978-1-5275-2208-4
- Joe Iwanaga and　R. Shane Tubbs.　『Anatomical Variations in Clinical Dentistry (English Edition)』　2019年、Springer、 ISBN 978-3-319-97960-1
- Joe Iwanaga and　R. Shane Tubbs.　『Atlas of Oral and Maxillofacial Anatomy』 2021年、Springer、 ISBN 978-3-030-78326-6